# デビッド・テイラー (エグゼクティブ)
デビッド・テイラー（David Taylor、1954年3月14日 - 2014年6月24日）は、スコットランドの実業家、元欧州サッカー連盟事務局長、UEFAイベンツSA最高経営責任者。